# Atractus matthewi
Atractus matthewi — вид змій родини полозових (Colubridae). Ендемік Венесуели.

## Поширення і екологія
Atractus matthewi мешкають в горах Серранія-де-Турімікуїре на північному сході Венесуели, в штатах Сукре і Ансоатегі. Вони живуть у вологих гірських тропічних лісах і на кавових плантаціях, на висоті від 1660 до 2130 м над рівнем моря.